# يوفيل (دائرة انتخابية في المملكة المتحدة)
يوفيل  (بالإنجليزية: Yeovil)‏ هي إحدى الدوائر الانتخابية في المملكة المتحدة الممثلة في مجلس العموم في برلمان المملكة المتحدة.
عضو البرلمان الذي يمثلها حالياً هو :Mr David Laws (LD).